# Daniel Green
Danny Green fue un futbolista brito-argentino. Se desempeñaba como delantero y jugó para Rosario Central. Fue hermano de Miguel Green (fundador del club) y cuñado de Colin Calder (también fundador y primer presidente de la institución).

## Carrera
Su debut se produjo en el cotejo de cuartos de final de la Copa Competencia 1904, cuando Rosario Central cayó derrotado por Rosario Athletic (actual Atlético del Rosario) por 2-0 en Plaza Jewell. Conformó la delantera desempeñándose como puntero derecho, acompañado en esa línea ofensiva por Federico Pupplet, Víctor Heitz, W. Kellard y su hermano Miguel.

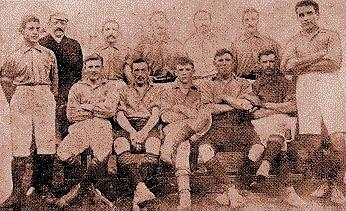
Rosario Central en 1907. Parados: A. Postel, Stockens, Juan Díaz, H. Grant, C. Nissen, Thompson, Zenón Díaz; sentados: Dawes, Danny Green, Harry Hayes, Palling, Wells

En 1905 fue convocado para integrar el equipo que se formó entre Rosario Central y Atlético del Rosario para enfrentar al Nottingham Forest, primer equipo europeo en presentarse en tierras rosarinas. Junto a él fueron llamados sus compañeros Zenón Díaz, A. Norris, Armando Ginocchio y C. H. Nissen.

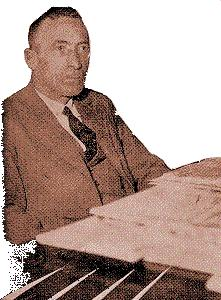
Green en la década de 1930.

No se cuentan con datos estadísticos completos de aquella primera época del fútbol organizado en Argentina; consta que Green disputó hasta 1911 al menos 28 partidos, convirtiendo 18 goles. Los primeros de estos tantos fueron cuatro marcados a Reformers de Campana, en la victoria centralista 9-0 por los cuartos de final de la Copa de Honor 1905.
Conformó el plantel de Rosario Central que obtuvo el primer título oficial en la historia del club, la Copa Nicasio Vila 1908.
En 1911 fue elegido como vicepresidente del club, en la comisión directiva que comandó E. A. Ortelli.

## Clubes
| Club            | País      | Año       |
| --------------- | --------- | --------- |
| Rosario Central | Argentina | 1904-1911 |

## Palmarés
| Equipo          | País      | Título                | Año  |
| --------------- | --------- | --------------------- | ---- |
| Rosario Central | Argentina | Copa Nicasio Vila     | 1908 |
| Rosario Central | Argentina | Copa Damas de Caridad | 1910 |